# Присциллиан

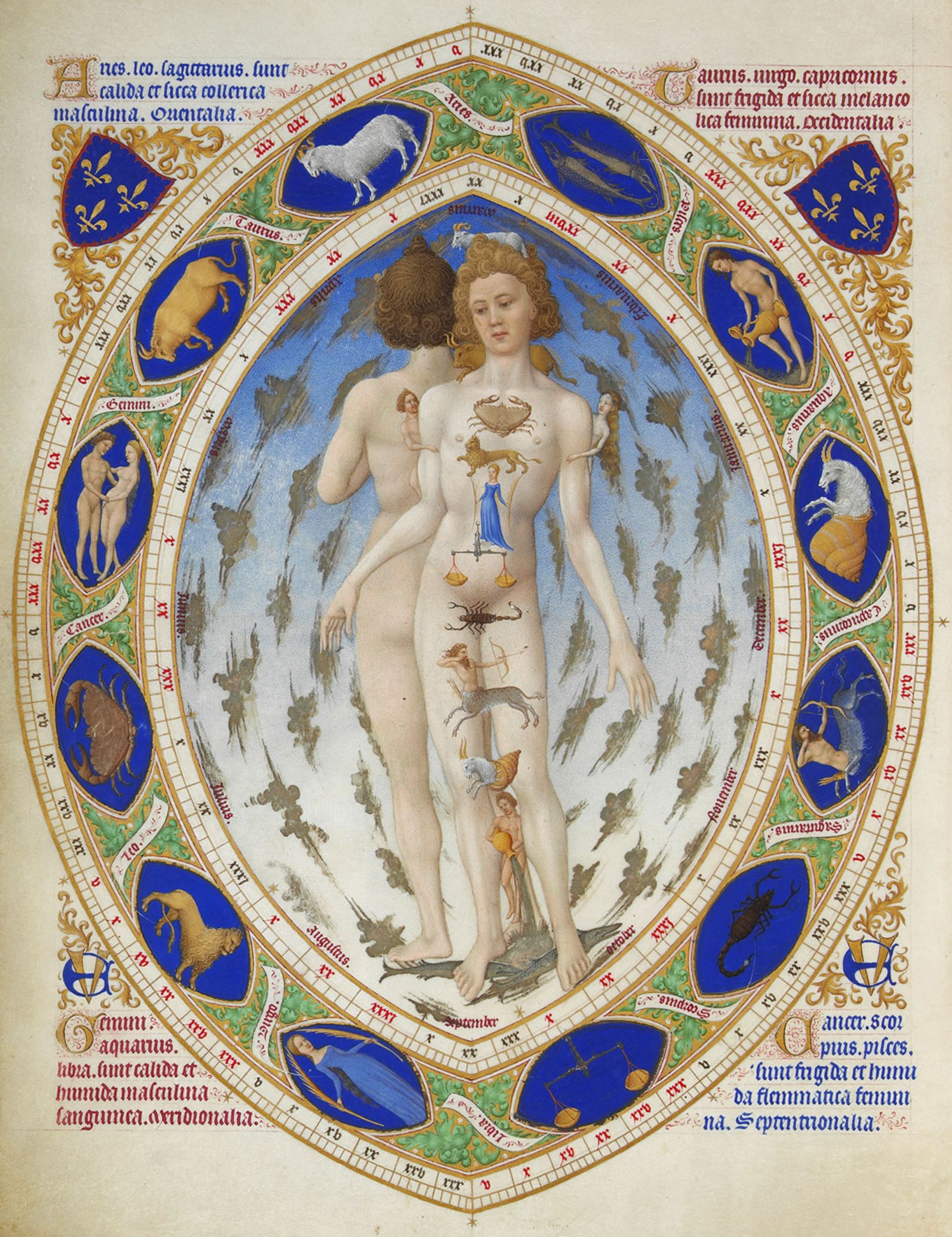
«Представления Присциллиана о соответствиях имён патриархов с частями души и, параллельно, знаков зодиака с частями тела.» Цитата из труда Орозия «Наставление относительно заблуждения присциллиан и оригенистов»

Присциллиа́н, также Прискиллиа́н (лат. Priscillianus; около 340, Галлеция, Римская империя — 385, Трир, Римская империя), — испанский ересиарх, епископ Авилы (381—385), христианский писатель. Вплоть до XI века оставался единственным западным христианином, казнённым за ересь.
До 600 года имел последователей (присциллиане) своего учения, в основе которого лежал гностико-манихейский дуализм.

## Деятельность
Присциллиан был сторонником аскетизма и вегетарианцем; принадлежал к партии Идация (Гидатия) и Ифация.
Был обвинён испанскими епископами в ереси, волшебстве и безнравственности на основании данных очень шатких. На соборах, созванных в Сарагосе (Сарагосские соборы) в 380 году и в Бурдигале (ныне Бордо) в 384 году, Присциллиан был осуждён, апеллировал к императору, не получил оправдания и здесь, и в 385 году — вместе с четырьмя последователями — был казнён (обезглавлен) в Трире при тиране Максиме.
Это был первый случай казни еретиков, произведший громадное впечатление и вызвавший особенно сильное негодование со стороны святых Амвросия Медиоланского и Мартина Турского.

## Учение
Об учении Присциллиана мало известно, по некоторым известиям, он придерживался учения Василида. Насколько можно судить на основании сохранившихся одиннадцати трактатов Присциллиана, вся его вина состояла в том, что он держался некоторых независимых воззрений на канон Священного Писания, на демонов и на загадку человеческой жизни. Безнравственного в учении Присциллиана не было ничего; напротив, он был сторонник аскетизма и вегетарианец.
Его учение имело множество последователей — присциллиан. В основе их доктрины лежал гностическо-манихейский дуализм. Около 600 года исчезли последние следы присциллиан.

## Труды
Присциллиан — автор множества небольших работ, часть которых сохранилась. 
Авторы ЭСБЕ насчитывали 11 дошедших до нас трактатов после того, как немецкий филолог Георг Шепсс издал (Вюрцбург, 1889) обнаруженные им в вюрцбургской библиотеке рукописные сочинения, подписанные именем Присциллиана, и посвятил ему свои публикации («Priscillian, ein neuaufgefundener lat. Schriftsteller des IV Jahrh.», 1886; «Notiz zu Priscillian», 1890; «Pro Priscilliano», 1894).
Считается автором «Иоанновой вставки» — апокрифического добавления в Новом Завете (Первом послании Иоанна, 5:7), призванного обосновать догмат троичности Бога.